# Albirex Niigata Ladies
Maillots
L’Albirex Niigata Ladies (アルビレックス新潟レディース) est un club japonais de football féminin basé à Niigata dans la préfecture de Niigata.

## Historique
- 2002 : création de la section féminine de l'Albirex Niigata

## Palmarès
| Compétitions nationales                                  |
| - Coupe du Japon - Finaliste en 2011, 2013, 2015 et 2016 |